# Classe Hiyō
A Classe Hiyō (飛鷹空母艦) foi uma classe de porta-aviões operados pela Marinha Imperial Japonesa, composta pelo Hiyō e Jun'yō. Suas construções começaram pouco antes da Segunda Guerra Mundial nos estaleiros da Kawasaki e da Mitsubishi, tendo sido finalizados durante o conflito. Ambos os navios foram originalmente encomendados pela Nippon Yusen Kaisha como transatlânticos chamados SS Izumo Maru e SS Kashiwara Maru, porém receberam subsídios do governo japonês para que fossem projetados desde o início para poderem ser convertidos em porta-aviões com facilidade. Os dois foram comprados pela Marinha Imperial em fevereiro de 1941 e convertidos até julho de 1942.
Os dois porta-aviões da Classe Hiyō podiam carregar até 48 aeronaves. Tinham um comprimento de fora a fora de 219 metros, uma boca de 26 metros, uma calado de pouco mais de oito metros e um deslocamento padrão de mais de 24 mil toneladas. Seus sistemas de propulsão eram compostos por seis caldeiras que alimentavam dois conjuntos de turbinas a vapor, que por sua vez giravam duas hélices até uma velocidade máxima de 25 nós (47 quilômetros por hora). Eram armados com uma bateria antiaérea de doze canhões de 125 milímetros e 24 canhões de 25 milímetros. Também possuíam um pequeno cinturão de blindagem que ficava entre 25 e cinquenta milímetros de espessura.
O Jun'yō deu suporte na Campanha das Ilhas Aleutas logo depois de entrar em serviço, com os dois navios participando da Batalha de Guadalcanal no final de 1942. Suas aeronaves foram transferidas para bases terrestres em abril de 1943 para ações de bombardeamento no Sudoeste do Pacífico. O Hiyō foi torpedeado em junho de 1943 e o Jun'yō em novembro, com os dois passando três meses em reparos. O Hiyō foi afundado na Batalha do Mar das Filipinas em junho de 1944, enquanto o Jun'yō foi danificado. O porta-aviões foi usado como navio de transporte depois de voltar ao serviço até ser torpedeado de novo em dezembro, porém não foi consertado e foi desmontado depois do fim da guerra.

## Desenvolvimento
Os navios da Classe Hiyō foram originalmente encomendados no final de 1938 pela empresa de navegação japonesa Nippon Yusen Kaisha como os transatlânticos de luxo SS Izumo Maru e SS Kashiwara Maru. Ambos foram projetados para serem facilmente convertidos em porta-aviões em troca de um subsídio de sessenta por cento dos seus custos de construção pagos pelo Ministério da Marinha. Para esse fim, as embarcações foram equipadas com um fundo duplo, capacidade adicional de combustível, provisões para a instalação de anteparas transversais e longitudinais extras, instalação de uma antepara longitudinal para separar as salas de máquinas, fortalecimento do convés principal, maior altura entre os conveses, rearranjo da superestrutura e acomodações de passageiros a fim de facilitar a instalação de elevadores e hangares, mais espaço para fiações extras, instalação de uma proa bulbosa e adição de tanques de gasolina de aviação à vante e ré das salas de máquinas. A Nippon Yusen desejava uma velocidade máxima de apenas 24 nós (44 quilômetros por hora) para economizar combustível, porém a Marinha Imperial Japonesa queria uma velocidade máxima de pelo menos 25,5 nós (47,2 quilômetros por hora), assim um meio termo foi encontrado em que a performance das turbinas a vapor seria limitada a um máximo de oitenta por cento durante tempos de paz.

## Projeto

### Características
A Classe Hiyō tinha 219,32 metros de comprimento de fora a fora, uma boca de 26,7 metros e um calado de 8,15 metros. Seu deslocamento padrão era de 24 150 toneladas. A tripulação ficava entre 1 187 e 1 224 oficiais e marinheiros. O sistema de propulsão consistia em dois conjuntos de turbinas a vapor Mitsubishi-Curtis, cada uma girando uma hélice de 5,5 metros de diâmetro. O vapor vinha de seis caldeiras de tubos d'água; as do Jun'yō eram modelos de três tambores da Mitsubishi que funcionavam a uma pressão de quarenta quilogramas-força por centímetro quadrado (3 923 quilopascais) e a uma temperatura de 420 graus Celsius, já o Hiyō tinha caldeiras Kawasaki-LaMont. A potência indicada era de 57 050 cavalos-vapor (41 950 quilowatts). Esses maquinários tinham sido projetados para serviço comercial e pesavam quatro vezes mais do que aqueles usados no porta-aviões Hiryū, navio construído para esse fim. Foram projetados para uma velocidade máxima de 25,5 nós, mas ambos ligeiramente excederam esse valor durante seus testes marítimos. Podia carregar 4,1 mil toneladas de óleo combustível para uma autonomia de 11,7 mil milhas náuticas (21,7 mil quilômetros) a dezoito nós (33 quilômetros por hora).
Não foi possível adicionar muita blindagem já que os navios eram transatlânticos convertidos, porém os dois tinham um fundo duplo. Duas placas de aço Ducol, ambas com 25 milímetros de espessura, protegiam as laterais na área das salas de máquinas. Os tanques de gasolina de aviação e depósitos de munição eram protegidos por apenas uma camada de aço Ducol. Além disso, as salas de máquinas eram subdivididas por anteparas transversais e longitudinais que tinham o objetivo de limitar inundações.

### Convés e hangares

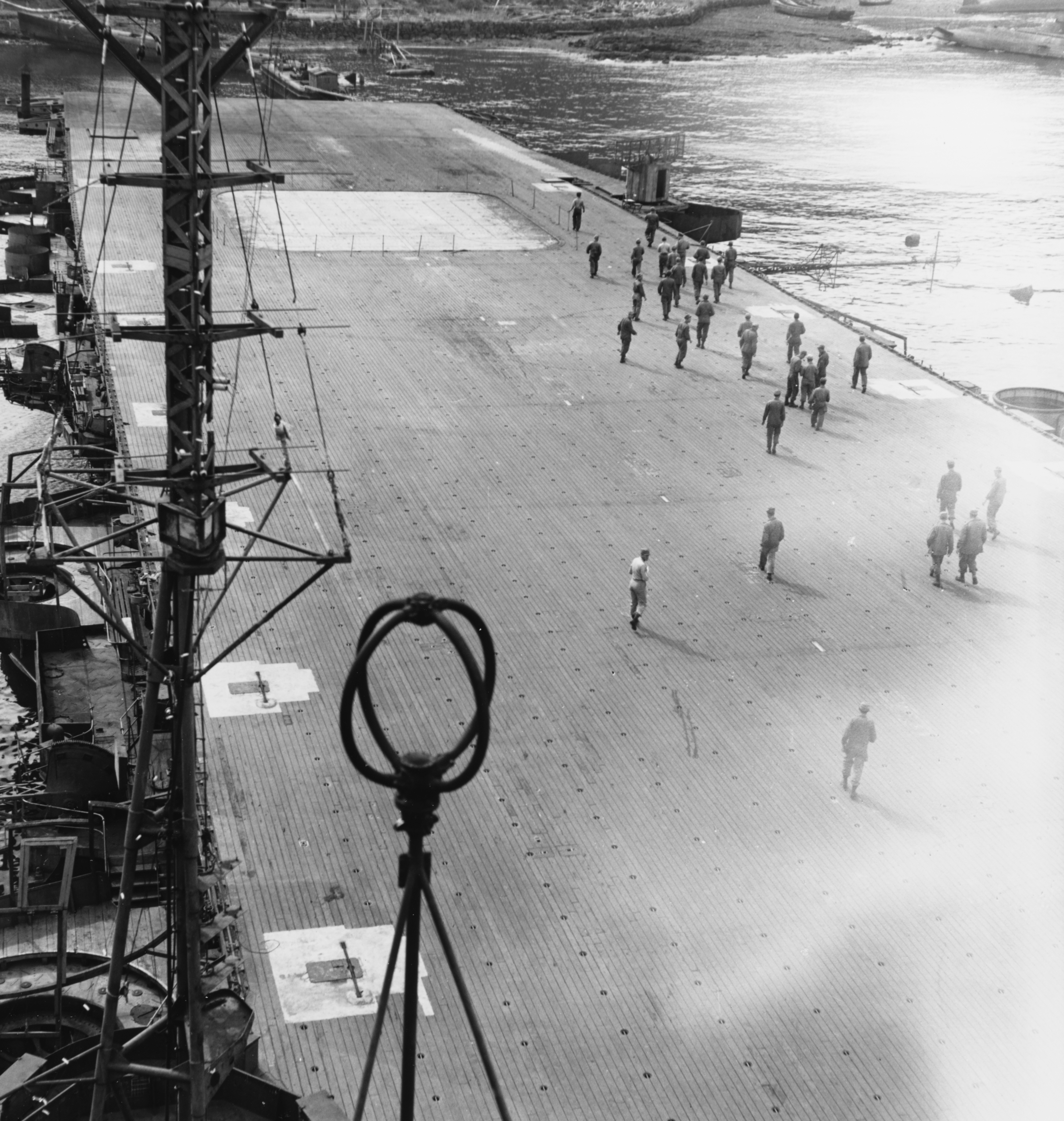
O convés de voo de ré do Jun'yō

O convés de voo da Classe Hiyō de 210,3 metros de comprimento e uma largura máxima de 27,3 metros. Uma superestrutura de ilha ficava a estibordo e, pela primeira vez em um porta-aviões japonês, era integrada com a chaminé. Esta ficava angulada em 26 graus para fora a fim da fumaça não interferir com as operações de voo. Os navios foram projetados com dois hangares sobrepostos, cada um com aproximadamente 153 metros de comprimento, quinze de largura e cinco de altura. Cada hangar podia ser subdividido por quatro contra cortinas corta fogo e cada uma destas era equipada com dispensadores de espuma de combate a incêndio nas duas laterais. As aeronaves eram transportadas por dois elevadores quadrados com pontas arredondadas, cada um medindo catorze por catorze metros. Podiam levar aviões de até cinco toneladas e demoravam quinze segundos para subirem do hangar inferior ao convés de voo. Foram equipados com nove cabos de detenção transversais elétricos Kure tipo modelo 4. Também tinham três barricadas Tipo 3. Havia um guindaste a bombordo e à ré do segundo elevador. Dobrado este guindaste ficava nivelado com o convés de voo.
Seus grupos aéreo originalmente seriam compostos por doze caças Mitsubishi A5M mais quatro sobressalentes, dezoito bombardeiros de mergulho Aichi D3A mais dois sobressalentes e dezoito torpedeiros Nakajima B5N. Os A5Ms foram substituídos por doze Mitsubishi A6M Zero e três sobressalentes na época que os porta-aviões entraram em serviço. O complemento de caças foi fortalecido depois das lições aprendidas na Batalha de Midway em junho de 1942 para 21 Zeros, enquanto o número de B5Ns foi reduzido para nove. Mais seis Zeros e D3As foram adicionados até o final daquele ano, para um total de 27 Zeros, doze D3As e nove B5Ns. Apesar de que era possível guardar todas essas aeronaves nos hangares, normalmente oito ou nove era, deixadas no convés de voo para reduzir o abarrotamento nos hangares.

### Armamento
A bateria antiaérea pesada da Classe Hiyō inicialmente consistia em doze canhões de duplo-propósito Tipo 89 calibre 40 de 127 milímetros arranjados em montagens duplas em plataformas projetadas da lateral do casco. Disparavam projéteis de 23,45 quilogramas com uma cadência de tiro de oito a catorze disparos por minuto a uma velocidade de saída de setecentos a 725 metros por segundo. Tinha um alcance máximo de 14,8 quilômetros a uma elevação de 45 graus e um teto de disparo de 9,4 quilômetros a noventa graus. O armamento antiaéreo leve era de 24 canhões Tipo 96 de 25 milímetros em montagens triplas nas laterais do convés de voo. Disparavam projéteis de 250 gramas a uma velocidade de saída de novecentos metros por segundo, tendo um alcance máximo de 7,5 quilômetros e um teto efetivo de 5,5 quilômetros a uma elevação de 85 graus. Sua cadência de tiro efetiva máxima era de 110 a 120 disparos por minuto por causa da frequente necessidade de trocar os cartuchos de munição, que tinham apenas quinze projéteis cada.
Mais quatro montagens triplas de canhões Tipo 96 foram adicionadas em meados de 1942, enquanto outras quatro foram instaladas entre o final de 1943 e início de 1944. Duas destas últimas foram colocadas na popa e as outras duas na frente e atrás da superestrutura de ilha. Doze montagens únicas também foram adicionadas, algumas sendo portáteis e assim podendo serem colocadas em pontos específicos do convés de voo. O armamento antiaéreo do Jun'yō foi reforçado após a Batalha do Mar das Filipinas em meados de 1944 com mais três montagens triplas de armas Tipo 96, duas duplas e dezoito únicas. Seis lançadores de foguete com 28 projéteis cada também foram instalados. Cada foguete tinha doze centímetros, pesava 22,5 quilogramas, tinha uma velocidade máxima de duzentos metros por segundo e um alcance máximo de 4,8 quilômetros. O Jun'yō em outubro de 1944 tinha ao todo 92 canhões Tipo 96, 57 em dezenove montagens triplas, quatro em duas montagens duplas e trinta em montagens únicas.
Dois diretórios de controle de disparo de ângulo elevado Tipo 94 foram instalados um em cada lateral dos dois navios com o objetivo de controlarem as armas Tipo 89. Cada diretório era equipado com um telêmetro de 4,5 metros. O Jun'yō foi comissionado apenas com os telêmetros, com os diretórios sendo instalados apenas posteriormente. Inicialmente quatro diretórios Tipo 95 controlavam os canhões Tipo 96, mas outros dois foram instalados no início de 1943. Também tinham radares de varredura aérea Tipo 2, Marco 2, Modelo 1. O primeiro destes foi colocado no topo da superestrutura de ilha em cada navio entre meados e o fim de 1942, enquanto outro foi adicionado em 1943. Este último foi colocado a bombordo do casco, próximo do segundo elevador de aeronaves. Um radar de varredura aérea menor Tipo 3, Marco 1, Modelo 3 foi instalado no Jun'yō em 1944.

## Navios
O Ministério da Marinha comprou os navios em 10 de fevereiro de 1941 por 48 346 000 ienes, com seus armamentos e aeronaves custando mais 27,8 milhões. O custo de conversão foi de 38 073 000 ienes para um total de 114 219 000 de ienes. O Kashiwara Maru foi temporariamente chamado de Navio Nº 1001 e o Izumo Maru de Navio Nº 1002 para manter suas conversões em segredo. O Jun'yō foi inicialmente classificado como porta-aviões auxiliar, mas foi reclassificado em julho de 1942 como um porta-aviões padrão depois que a Marinha Imperial perdeu quatro porta-aviões na Batalha de Midway; o Hiyō foi finalizado depois da batalha e designado como um porta-aviões desde o princípio.
| Navio         | Nome original           | Construtor | Batimento              | Lançamento          | Comissionamento     | Destino                         |
| ------------- | ----------------------- | ---------- | ---------------------- | ------------------- | ------------------- | ------------------------------- |
| Hiyō (飛鷹)   | Izumo Maru (出雲丸)     | Kawasaki   | 30 de novembro de 1939 | 24 de junho de 1941 | 31 de julho de 1942 | Afundado em 21 de junho de 1944 |
| Jun'yō (隼鷹) | Kashiwara Maru (橿原丸) | Mitsubishi | 20 de março de 1939    | 26 de junho de 1941 | 3 de maio de 1942   | Desmontado entre 1946–1947      |

## Carreiras

### Aleutas e Guadalcanal
O Jun'yō foi designado a Quarta Divisão da 1ª Frota Aérea ao lado do porta-aviões rápido Ryūjō. Foram encarregados de dar apoio para a invasão das Ilhas Aleutas, uma operação concebida para coincidir com um ataque contra Midway. O Jun'yō estava com um grupo aéreo de dezoito Zeros e dezoito D3As. Lançou seu primeiro ataque aéreo ao amanhecer de 3 de junho contra o Porto Holandês, na Ilha Unalaska. Eles pouco fizeram durante essa ação, sofrendo cinco perdas e só conseguindo abater um único avião estadunidense.
O Jun'yō e o Hiyō foram designados para a Segunda Divisão de Porta-Aviões em 9 de outubro com o objetivo de iniciaram operações em Guadalcanal contra forças estadunidenses, sendo parte da Terceira Frota. Chegaram nas proximidades de Malaita nas Ilhas Salomão no dia 15 e suas aeronaves descobriram um comboio de suprimentos para Guadalcanal escoltado pelo contratorpedeiro USS Meredith. Os aviões atacaram e afundaram o Meredith. No dia seguinte encontraram o porta-hidroaviões USS McFarland descarregando gasolina de aviação para barcas perto do norte da ilha. Bombardeiros de mergulho dos dois porta-aviões explodiram a popa do McFarland, mas ele não afundou. A Marinha Imperial tinha a intenção que os dois navios desempenhassem um papel proeminente no esforço japonês para retomar Guadalcanal e assim foram designados para a Força Avançada. Suas aeronaves deveriam proporcionar cobertura aérea depois de um ataque noturno japonês para retomar o Campo Henderson e então pousarem em terra, mas o Hiyō estava sofrendo de problemas mecânicos que o forçaram a voltar para Truk. Alguns de seus aviões foram transferidos para o Jun'yō antes de ir embora.

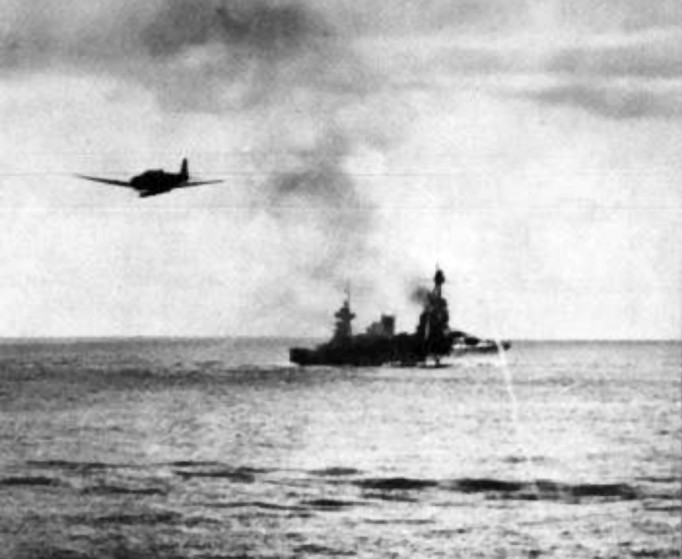
Um B5N do Jun'yō passando próximo do cruzador pesado durante a Batalha das Ilhas Santa Cruz

O Jun'yō participou no final de outubro da Batalha das Ilhas Santa Cruz. Nesta época seu grupo aéreo era formado por dezoito Zeros, dezoito D3As e nove B5Ns. Seus aviões acertaram bombas no porta-aviões USS Hornet, no couraçado USS South Dakota e no cruzador rápido USS San Juan, mas infligiram poucos danos. Entretanto, os B5Ns conseguiram torpedear o Hornet, forçando os estadunidenses a recuarem. Durante este período, os aviões restantes do Hiyō voaram para Rabaul em 23 de outubro, onde deram cobertura aérea para as forças japonesas em Guadalcanal. Um destacamento do grupo aéreo foi transferido em 1º de novembro para Buin, em Bougainville, participando duas semanas depois da Batalha Naval de Guadalcanal. As aeronaves que permaneceram em Rabaul voaram para Truk em 11 de novembro, mas o destacamento de Buin só foi transportado de volta ao Japão em 14 de dezembro.
O Jun'yō foi encarregado em meados de novembro de dar cobertura para um comboio de reforços para as forças em Guadalcanal, porém seus caças foram incapazes na Batalha Naval de Guadalcanal; sete navios de transporte foram afundados e os quatro restantes danificados. O porta-aviões deu cobertura para vários comboios entre dezembro de 1942 e janeiro de 1943 que levaram reforços para Wewak, na Nova Guiné, com seu grupo aéreo ficando baseado no local por vários dias a fim de proteger as forças na região, retornando para Truk em 20 de janeiro. O navio então deu cobertura até fevereiro para a evacuação dos soldados em Guadalcanal.

### Outras ações

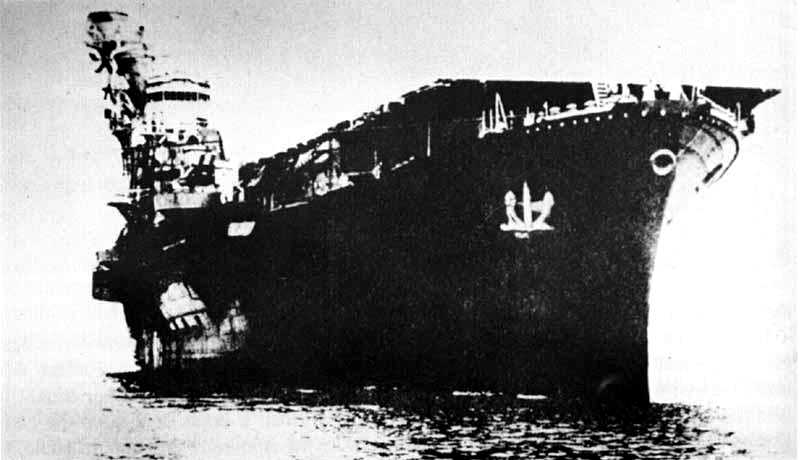
O Hiyō c. 1942–1944

O Hiyō voltou para o Japão em dezembro e o Jun'yō em fevereiro. Os dois foram para Truk no final de março, com seus grupos aéreos sendo destacados no início de abril para participarem de uma ofensiva contra bases Aliadas nas Ilhas Salomão e na Nova Guiné. Os navios retornaram para o Japão no final de maio e depois navegaram para Truk em 7 de junho, porém o Hiyō foi torpedeado e forçado a voltar para reparos. Seus caças voaram para Truk em 15 de julho e designados para o porta-aviões rápido Ryūhō. O Hiyō ficou sob reparos em Yokosuka até 15 de setembro. O grupo aéreo do Jun'yō foi enviado para Buin em 2 de julho em resposta à invasão estadunidense de Rendova alguns dias antes. O porta-aviões voltou para o Japão vazio no final do mês.
O Jun'yō transportou aeronaves para Singapura em agosto e depois tropas e equipamentos para as Ilhas Carolinas no mês seguinte. Foi torpedeado em 5 de novembro, mas o maior dano foi um leme danificado. Ficou sob reparos em Kure até 29 de fevereiro de 1944. Os grupos aéreos foram restaurados em Singapura em 1º de novembro. As aeronaves foram transferidas para Truk em 1º de dezembro e para Kavieng no final do mês, chegado em Rabaul em 25 de janeiro de 1944; os sobreviventes retornaram para Truk em 20 de fevereiro e os grupos aéreos desfeitos.
O Hiyō partiu para Singapura em 24 de novembro, chegando em 3 de dezembro e sendo quase imediatamente designado para tarefas de transporte de aeronaves até janeiro, quando retornou ao Japão. A Marinha Imperial reestruturou os grupos aéreos de seus porta-aviões para que um grupo aéreo fosse designado para cada divisão, assim o Grupo Aéreo 652 foi designado para a Segunda Divisão, na época formada pelo Hiyō, Jun'yō e Ryūhō. Esse grupo aéreo era o último em prioridade para ser reconstruído e tinha apenas 43 Zeros e quatro D3As em 1º de abril dos autorizados 81 caças, 36 bombardeiros de mergulho e 27 torpedeiros. Os navios ficaram realizando treinamentos com seus aviões no Mar Interior de Seto até 11 de maio, quando zarparam para Tawi-Tawi nas Filipinas. Esta nova base era mais próxima dos poços de petróleo em Bornéu, dos quais a Marinha Imperial dependia para continuar operando, e também de Palau e das Ilhas Carolinas, onde os japoneses esperavam que o próximo ataque estadunidense ocorreria. Entretanto, esse novo local não tinha uma pista de pouso onde os pilotos inexperientes poderiam treinar e as atividades de submarinos inimigos confinavam os navios ao ancoradouro.

### Mar das Filipinas
A frota japonesa estava à caminho de Guimaras nas Filipinas em 13 de junho com o objetivo de praticarem operações de porta-aviões em uma área melhor protegida de submarinos, porém no caminho o vice-almirante Jisaburō Ozawa foi informado de um ataque estadunidense nas Ilhas Marianas no dia anterior. A frota reabasteceu ao chegar em seu destino e rapidamente partiu em uma surtida para o Mar das Filipinas, onde avistaram a força estadunidense no dia 18. Os japoneses  viraram para o sul a fim de manterem uma distância constante entre as duas frotas pois Ozawa tinha decidido lançar um ataque na manhã seguinte. Nesta época, o Grupo Aéreo 652 tinha ao todo 81 Zeros, 27 D3As, nove bombardeiro de mergulho Yokosuka D4Y Suisei e dezoito torpedeiros Nakajima B6N Tenzan, divididos aproximadamente de forma igual entre os três porta-aviões. Estes lançaram vários ataques aéreos, mas de forma geral não conseguiram encontrar os inimigos e não infligiram quaisquer danos ao mesmo tempo que a maioria dos aviões foram abatidos.
Os japoneses recuaram para o noroeste ao anoitecer com o objetivo de reagruparem e reabastecerem, enquanto os estadunidenses navegaram para o oeste a fim de reduzirem a distância. Eles encontraram a frota japonesa durante a tarde do dia seguinte e um ataque aéreo foi lançado. O Hiyō foi atingido por duas bombas, uma das quais acertou a superestrutura de ilha acima da ponte de comando e matou ou feriu quase todos dentro. O navio também foi torpedeado por um Grumman TBF Avenger do porta-aviões rápido USS Belleau Wood, com este acerto incapacitando a sala de máquinas de estibordo e iniciando incêndios. O Hiyō mesmo assim conseguiu prosseguir, mas com uma velocidade menor. Um grande explosão ocorreu a bordo duas horas depois quando vapor de gasolina vazando foi incendiado, derrubando toda a energia interna. O fogo ficou fora de controle e levou ao naufrágio do navio pouco depois. Aproximadamente mil tripulantes foram resgatados por contratorpedeiros, mas 247 oficiais e marinheiros morreram.
O Jun'yō, por sua vez, foi atingido por duas bombas perto da sua superestrutura de ilha, mas o navio não foi muito danificado e as operações de voo não foram paralsiadas. O Grupo Aéreo 652 reivindicou ter abatido dois caças Grumman F6F Hellcat e nove Avengers, mas perdeu onze aeronaves, enquanto outras três precisaram amerrissar. O grupo aéreo ao final da batalha era de apenas dezesseis Zeros e um Tenzan, sendo desfeito em 10 de julho. A maioria dos sobreviventes foi transferida para o Grupo Aéreo 653.

### Fim de serviço

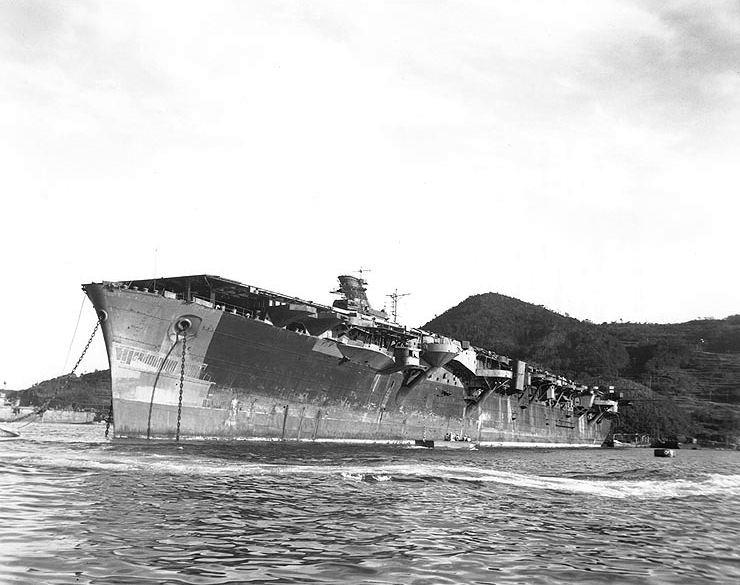
O Jun'yō ancorado em Sasebo em 26 de setembro de 1945

O Jun'yō passou por reparos em Kure e permaneceu no Mar Interior sem aeronaves até 27 de outubro, quando transportou materiais para Bornéu. Foi atacado pelo submarino USS Pintado em 3 de novembro, mas sua escolta, o contratorpedeiro Akikaze, se sacrificou ao interceptar os torpedos, afundando sem sobreviventes. O porta-aviões foi atacado por mais submarinos na manhã de 9 de dezembro enquanto voltava de Manila, desta vez pelo USS Sea Devil, USS Plaice e USS Redfish. Foi atingido por três torpedos, mas conseguiu continuar navegando com apenas um motor. Chegou em Sasebo no dia seguinte e os reparos começaram em 18 de dezembro.
Os reparos foram abandonados em março de 1945 pela falta de materiais, assim o Jun'yō foi movido para a Baía de Ebisu em 1º de abril. Esforços para camufla-lo começaram em 23 de abril e ele foi reclassificado como um navio de guarda em 20 de junho. Ordens foram dadas em 5 de agosto para que seus armamentos fossem removidos, com o porta-aviões sendo entregue aos Aliados em 2 de setembro, depois da Rendição do Japão. Uma equipe de avaliação dos Estados Unidos inspecionou a condição do Jun'yō em 8 de outubro e considerou o navio além de qualquer possibilidade econômica de reparo e assim uma perda total. O porta-aviões foi removido do registro naval em 30 de novembro e foi desmontado pela Sasebo Ship Company entre 1º de junho de 1946 e 1º de agosto de 1947.